# Lime Rock Park
Lime Rock Park — стационарная дорожная трасса, расположенная недалеко от американского города Лейквилл, штат Коннектикут.
Трасса принимает гонки с 1957 года.

## Общая информация
Гоночная трасса проложена в 1955 году в историческом районе Лайм-Рок в городке Солсбери, в северо-западной части штата Коннектикут. При первоначальных измерениях длительность гоночного трека была указана как 1,53 мили, при семи поворотах основной конфигурации и ещё трёх дополнительных. 27 апреля 1957 года трасса приняла у себя первую гонку.
В 1957 году местные активисты при поддержке церкви выиграли в местном суде дело против владельцев трассы, по которому в Lime Rock Park были бессрочно запрещены воскресные заезды. Это решение было позже подтверждено верховным судом штата Коннектикут. В 1975 году в комплексе трассы собственную гоночную школу открыл её владелец — американский автогонщик Скип Барбер.
В 2008 году весь комплекс был реконструирован, а все конфигурации трассы переизмерены (Барбер, утверждая проект, попытался оставить трассу в рамках первоначального плана). В ходе этих работ длительность трассы изменилась: каждая конфигурация теперь стала официально продолжаться 1,5 мили.
За свою историю трасса принимала этапы почти всех известных североамериканских серий: сюда приезжала Формула-5000, IMSA GT, Can-Am, Trans-Am, ALMS и Grand Am.